# Brian Willsie
Brian Willsie, född 16 mars 1978, är en kanadensisk före detta professionell ishockeyspelare. Willsie draftades av Colorado Avalanche i sjätte rundan som 146:e totalt vid NHL Entry Draft 1998 och spelade nästan 400 matcher i National Hockey League för Avalanche, Washington Capitals och Los Angeles Kings. Willsie är för närvarande Development Consultant, typ spelarutvecklare för Avalanche organisation.

## Statistik

### Klubbkarriär
| 1993–94    | Elgin-Middlesex Chiefs | OMHA       | 39  | 29 | 40 | 69  | 32  | —  | —  | — | —  | —  |
| 1994–95    | St. Thomas Stars Jr.B. | WOJHL      | 45  | 35 | 47 | 82  | 47  | —  | —  | — | —  | —  |
| 1995–96    | Guelph Storm           | OHL        | 65  | 13 | 21 | 34  | 18  | 16 | 4  | 2 | 6  | 6  |
| 1996–97    | Guelph Storm           | OHL        | 64  | 37 | 31 | 68  | 37  | 18 | 15 | 4 | 19 | 10 |
| 1997–98    | Guelph Storm           | OHL        | 57  | 45 | 31 | 76  | 41  | 12 | 9  | 5 | 14 | 18 |
| 1998–99    | Hershey Bears          | AHL        | 72  | 19 | 10 | 29  | 28  | 3  | 1  | 0 | 1  | 0  |
| 1999–00    | Hershey Bears          | AHL        | 78  | 20 | 39 | 59  | 44  | 12 | 2  | 6 | 8  | 8  |
| 1999–00    | Colorado Avalanche     | NHL        | 1   | 0  | 0  | 0   | 0   | —  | —  | — | —  | —  |
| 2000–01    | Hershey Bears          | AHL        | 48  | 18 | 23 | 41  | 20  | 12 | 7  | 2 | 9  | 14 |
| 2001–02    | Colorado Avalanche     | NHL        | 56  | 7  | 7  | 14  | 14  | 4  | 0  | 1 | 1  | 2  |
| 2002–03    | Hershey Bears          | AHL        | 59  | 29 | 28 | 57  | 49  | —  | —  | — | —  | —  |
| 2002–03    | Colorado Avalanche     | NHL        | 12  | 0  | 1  | 1   | 15  | 6  | 1  | 0 | 1  | 2  |
| 2003–04    | Washington Capitals    | NHL        | 49  | 10 | 5  | 15  | 18  | —  | —  | — | —  | —  |
| 2004–05    | HDD Olimpija Ljubljana | SLV        | 14  | 7  | 9  | 16  | 38  | —  | —  | — | —  | —  |
| 2004–05    | Portland Pirates       | AHL        | 53  | 24 | 17 | 41  | 47  | —  | —  | — | —  | —  |
| 2005–06    | Washington Capitals    | NHL        | 82  | 19 | 22 | 41  | 77  | —  | —  | — | —  | —  |
| 2006–07    | Los Angeles Kings      | NHL        | 81  | 11 | 10 | 21  | 49  | —  | —  | — | —  | —  |
| 2007–08    | Los Angeles Kings      | NHL        | 53  | 4  | 8  | 12  | 30  | —  | —  | — | —  | —  |
| 2008–09    | Lake Erie Monsters     | AHL        | 12  | 8  | 6  | 14  | 8   | —  | —  | — | —  | —  |
| 2008–09    | Colorado Avalanche     | NHL        | 42  | 1  | 3  | 4   | 14  | —  | —  | — | —  | —  |
| 2009–10    | Lake Erie Monsters     | AHL        | 75  | 26 | 31 | 57  | 44  | —  | —  | — | —  | —  |
| 2009–10    | Colorado Avalanche     | NHL        | 4   | 0  | 0  | 0   | 0   | —  | —  | — | —  | —  |
| 2010–11    | Hershey Bears          | AHL        | 76  | 30 | 38 | 68  | 68  | 6  | 2  | 3 | 5  | 6  |
| 2010–11    | Washington Capitals    | NHL        | 1   | 0  | 1  | 1   | 0   | —  | —  | — | —  | —  |
| 2011–12    | Hamilton Bulldogs      | AHL        | 68  | 18 | 26 | 44  | 88  | —  | —  | — | —  | —  |
| 2012–13    | TPS                    | SM-l       | 48  | 24 | 11 | 35  | 105 | —  | —  | — | —  | —  |
| 2012–13    | Kloten Flyers          | NLA        | 6   | 1  | 5  | 6   | 0   | —  | —  | — | —  | —  |
| 2013–14    | KHL Medveščak Zagreb   | KHL        | 13  | 2  | 3  | 5   | 10  | —  | —  | — | —  | —  |
| 2013–14    | TPS                    | Liiga      | 33  | 11 | 14 | 25  | 88  | —  | —  | — | —  | —  |
| 2013–14    | Örebro HK              | SHL        | 6   | 1  | 0  | 1   | 6   | —  | —  | — | —  | —  |
| 2014–15    | Örebro HK              | SHL        | 55  | 9  | 12 | 21  | 16  | 6  | 1  | 0 | 1  | 4  |
| NHL totalt | NHL totalt             | NHL totalt | 381 | 52 | 57 | 109 | 217 | 10 | 1  | 1 | 2  | 4  |

### Internationellt
| År            | Lag           | Turnering     | Resultat      |   | Matcher | Mål | Assist | Poäng | Utv |
| ------------- | ------------- | ------------- | ------------- | - | ------- | --- | ------ | ----- | --- |
| 1998          | Kanada        | JVM           | 8:a           | 7 | 0       | 2   | 2      | 4     |     |
| Junior totalt | Junior totalt | Junior totalt | Junior totalt | 7 | 0       | 2   | 2      | 4     |     |